# CSCL-Star-Typ

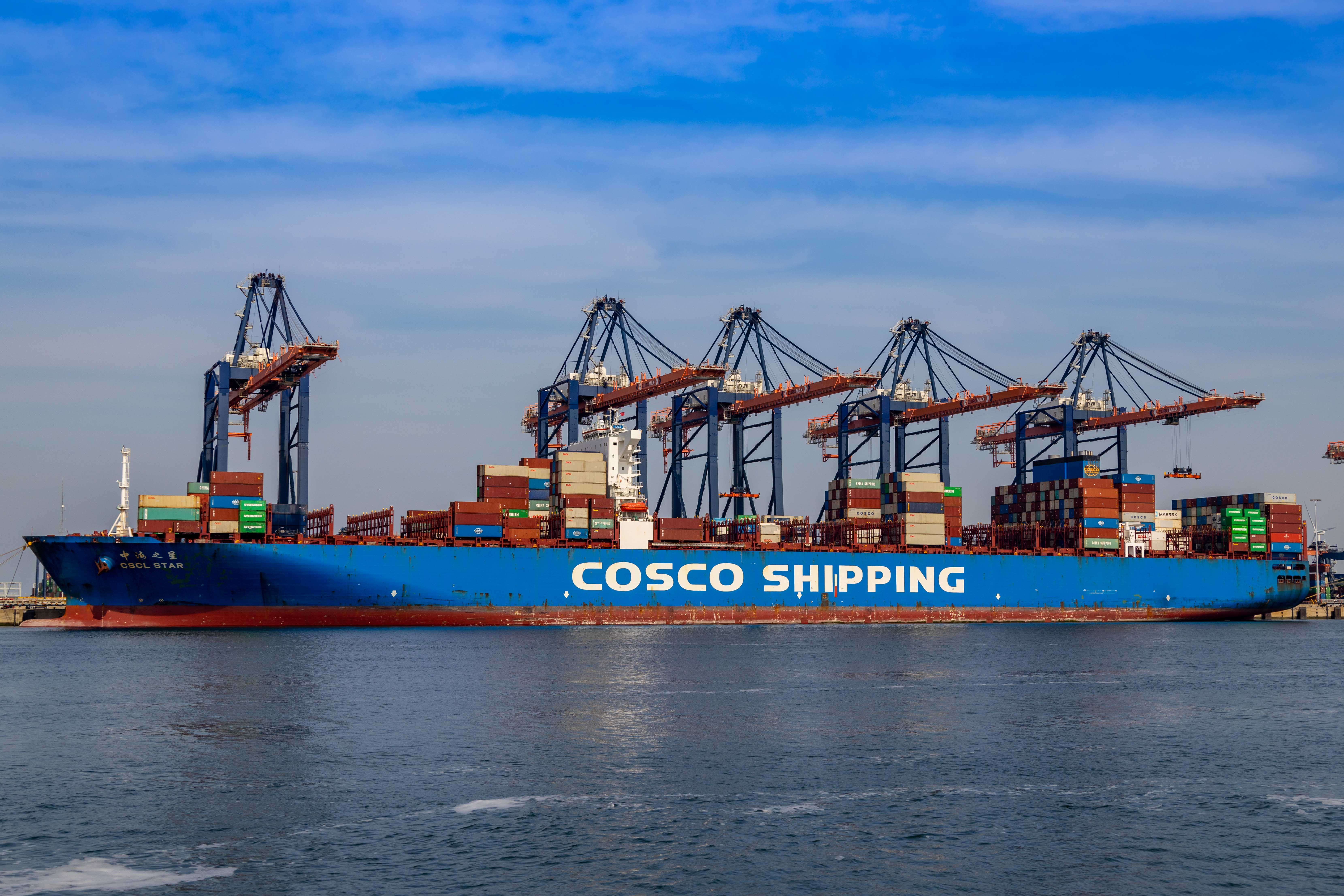
Die CSCL Star in Rotterdam

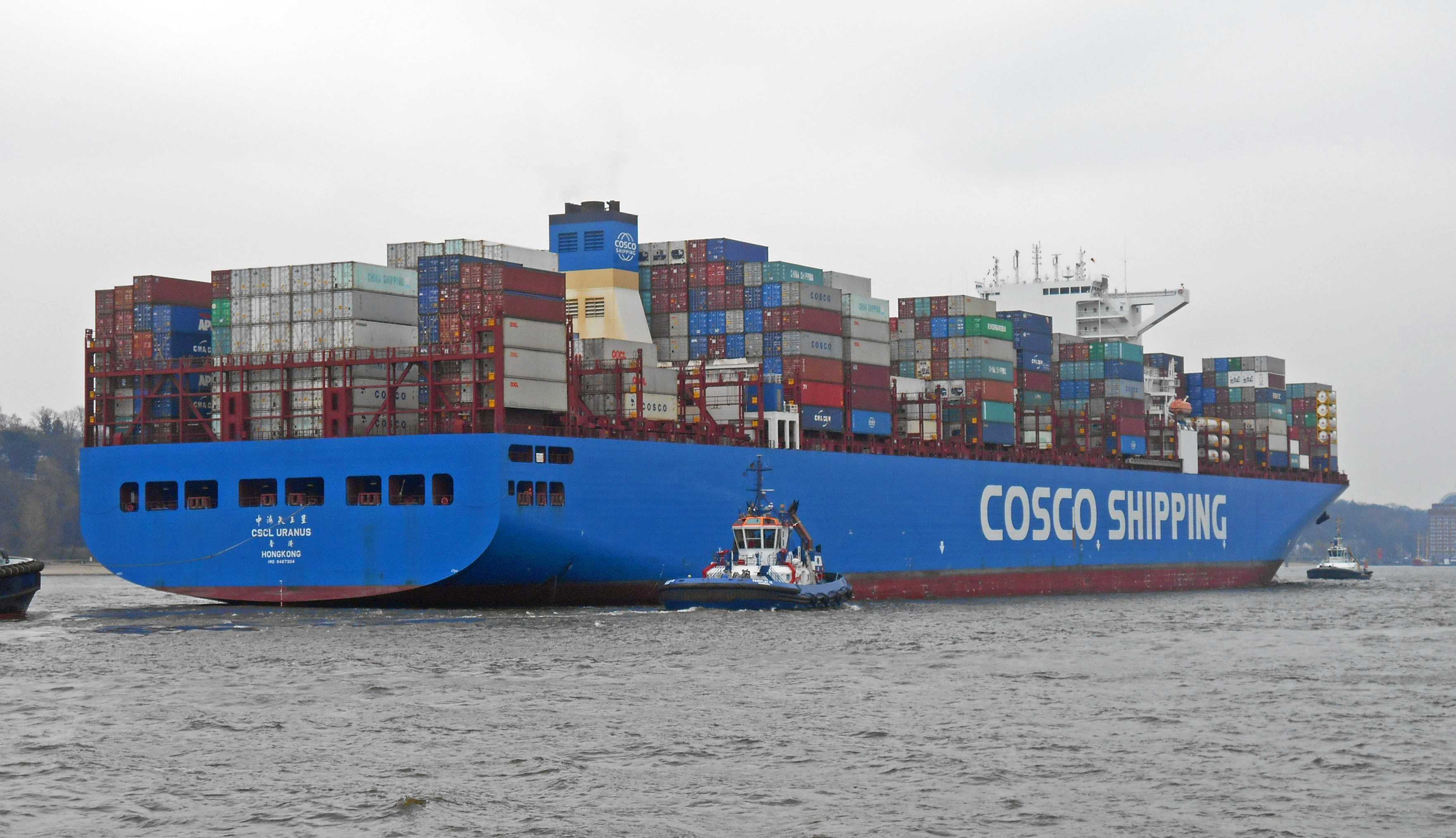
Heckansicht der CSCL Uranus

Die Baureihe des CSCL-Star-Typs, auch CSCL-Star-Klasse, zählt zur Gruppe der Ultra Large Container Ships (ULCS), (deutsch: Ultragroße Containerschiffe).

## Geschichte
Das Typschiff CSCL Star wurde am 15. Januar 2011 als erste Einheit einer Achterserie baugleicher Schiffe in Fahrt gesetzt, den Abschluss bildete die CSCL Neptune, die am 22. Mai 2012 abgeliefert wurde. Auftraggeber war die chinesische Reederei CSCL. Gebaut wurden die Schiffe auf der Werft Samsung Heavy Industries in Geoje, Südkorea. Die Schiffe werden auf dem China-Shipping-AEX-7-Containerdienst zwischen Fernost und Europa eingesetzt. Die CSCL Star war bei ihrem Erstanlauf das größte bis dahin in Hamburg abgefertigte Containerschiff.
Seit der Fusion der China Shipping Group mit COSCO zur China COSCO Shipping Corporation 2016 fahren die Schiffe für die China COSCO Shipping Corporation.

### Zwischenfälle
Am 14. August 2017 lief die CSCL Jupiter vor Antwerpen auf Grund. Am Abend wurde das Schiff mit 16 Schleppern freigeschleppt.
Am 18. März 2021 rammte die CSCL Star bei einem Ablegemanöver am Containerterminal Tollerort im Hamburger Hafen das Expeditions-Kreuzfahrtschiff Hanseatic Inspiration. Es entstand Sachschaden.

## Technik
Die Doppelhüllenschiffe haben das Deckshaus, anders als bei der Mehrzahl der herkömmlichen Containerschiffe, weit vorne angeordnet, was einen verbesserten Sichtstrahl und somit höhere vordere Decksbeladung ermöglicht. Der Hauptantrieb der Schiffe erfolgt durch einen mit Schweröl betriebenen, aufgeladenen Zweitakt-Kreuzkopfmotor des Typs MAN B&W 12K98MC-C7 mit zwölf Zylindern und einer Leistung von 72.240 kW, der vom koreanischen Herstellers Doosan in Lizenz gebaut wurde. Die Bohrung des Motors beträgt 98 cm, der Hub 240 cm. Zur Stromerzeugung dienen zwei Dieselgeneratoren mit jeweils 3500 kVA und zwei Dieselgeneratoren mit jeweils 4750 kVA sowie ein Hafen-/Notgenerator mit 375 kVA.
Die Laderäume der Schiffe des CSCL-Star-Typs werden mit Pontonlukendeckeln verschlossen. Die Schiffe haben eine Kapazität von 13.300 TEU, die Reederei gibt jedoch eine Höchstkapazität von 14.074 an. Bei einer homogenen Beladung mit 14 Tonnen schweren 20-Fuß-Containern ist der Transport von bis zu 10.500 TEU möglich. Es können 800 Kühlcontainer angeschlossen werden. Die An- und Ablegemanöver werden durch zwei Bugstrahlruder unterstützt.

## Die Schiffe
| Bauname                      | Baunummer | IMO-Nummer | Kiellegung Stapellauf Ablieferung                 | Auftraggeber                                                                                   | Spätere Namen und Verbleib |
| ---------------------------- | --------- | ---------- | ------------------------------------------------- | ---------------------------------------------------------------------------------------------- | -------------------------- |
| CSCL Star                    | 1819      | 9466867    | 12. April 2010 30. Juni 2010 15. Januar 2011      | CSCL Star Shipping Company, Hong Kong China International Ship Management Company, Shanghai    | so in Fahrt                |
| CSCL Venus                   | 1820      | 9467251    | 19. Juli 2010 19. September 2010 29. April 2011   | CSCL Venus Shipping Company, Hong Kong China International Ship Management Company, Shanghai   | so in Fahrt                |
| CSCL Jupiter                 | 1821      | 9467263    | 10. Januar 2011 9. März 2011 20. Mai 2011         | CSCL Jupiter Shipping Company, Hong Kong China International Ship Management Company, Shanghai | so in Fahrt                |
| CSCL Mercury                 | 1822      | 9467275    | 10. März 2011 29. April 2011 13. Juli 2011        | CSCL Mercury Shipping Company, Hong Kong China International Ship Management Company, Shanghai | so in Fahrt                |
| CSCL Mars                    | 1823      | 9467287    | 19. Mai 2011 13. August 2011 28. Oktober 2011     | CSCL Mars Shipping Company, Hong Kong China International Ship Management Company, Shanghai    | so in Fahrt                |
| CSCL Saturn                  | 1824      | 9467299    | 16. August 2011 8. Oktober 2011 21. Dezember 2011 | CSCL Saturn Shipping Company, Hong Kong China International Ship Management Company, Shanghai  | so in Fahrt                |
| CSCL Uranus                  | 1825      | 9467304    | 11. November 2011 30. Dezember 2011 9. März 2012  | CSCL Uranus Shipping Company, Hong Kong China International Ship Management Company, Shanghai  | so in Fahrt                |
| CSCL Neptune                 | 1826      | 9467316    | 8. Dezember 2011 14. März 2012 22. Mai 2012       | CSCL Neptune Shipping Company, Hong Kong China International Ship Management Company, Shanghai | so in Fahrt                |
| Daten: Equasis, grosstonnage |           |            |                                                   |                                                                                                |                            |